# Shutlanger
Shutlanger – wieś w Anglii, w hrabstwie Northamptonshire, w dystrykcie (unitary authority) West Northamptonshire. Leży 12 km na południe od miasta Northampton i 90 km na północny zachód od Londynu. Miejscowość liczy 270 mieszkańców.